# وآندن
وآندن (به انگلیسی: Wavendon) یک روستا و محله مدنی در بریتانیا است که در Milton Keynes واقع شده‌است. وآندن ۷۸۷ نفر جمعیت دارد.